# Tremonton
Tremonton és una població dels Estats Units a l'estat de Utah. Segons el cens del 2000 tenia 5.592 habitants.

## Demografia
Segons el cens del 2000, Tremonton tenia 5.592 habitants, 1.698 habitatges, i 1.397 famílies. La densitat de població era de 412 habitants per km².
Dels 1.698 habitatges en un 50,6% hi vivien nens de menys de 18 anys, en un 70,7% hi vivien parelles casades, en un 9,3% dones solteres, i en un 17,7% no eren unitats familiars. En el 15,4% dels habitatges hi vivien persones soles el 6,9% de les quals corresponia a persones de 65 anys o més que vivien soles. El nombre mitjà de persones vivint en cada habitatge era de 3,26 i el nombre mitjà de persones que vivien en cada família era de 3,67.
Per edats la població es repartia de la següent manera: un 39% tenia menys de 18 anys, un 10,5% entre 18 i 24, un 26,7% entre 25 i 44, un 14,7% de 45 a 60 i un 9,1% 65 anys o més.
L'edat mediana era de 25 anys. Per cada 100 dones de 18 o més anys hi havia 94,8 homes.
La renda mediana per habitatge era de 44.784 $ i la renda mediana per família de 49.100 $. Els homes tenien una renda mediana de 36.764 $ mentre que les dones 22.149 $. La renda per capita de la població era de 15.737 $. Entorn del 8,3% de les famílies i el 9,9% de la població estaven per davall del llindar de pobresa.

## Poblacions més properes
El següent diagrama mostra les poblacions més properes.